# Prix Jean Muno
 (janvier 2022).
Si vous disposez d'ouvrages ou d'articles de référence ou si vous connaissez des sites web de qualité traitant du thème abordé ici, merci de compléter l'article en donnant les références utiles à sa vérifiabilité et en les liant à la section « Notes et références ».
Pour les articles homonymes, voir Muno (homonymie).
Le prix Jean Muno est un prix littéraire créé en 2001 par le Centre culturel du Brabant wallon (Belgique). Il est décerné tous les deux ans à une première œuvre (roman ou recueil de nouvelles), déjà éditée en francophonie et écrite par un auteur résidant en Belgique ou d'origine belge.

## Lauréats
- 2001 : Daniel Soil, Vent faste, Le Castor astral.
- 2003 : Chantal Deltenre, La plus que mère, Maelström.
- 2005 : Grégoire Polet, Madrid ne dort pas, Gallimard.
- 2008 : In Koli Jean Bofane, Mathématiques congolaises, Actes Sud Aventures, 2008.
- 2010 : Valérie de Changy, Fils de Rabelais, Aden.
- 2012 : Christophe Ghislain, La Colère du rhinocéros, Belfond, 2010